# إريك يونغ (طبال)
إريك يونغ هو طبال سويدي، ولد في 19 فبراير 1984 في كينيا.